# 南方医科大学中西医结合医院
南方医科大学中西医结合医院（南方医科大学第四附属医院），是一座三级甲等中西医结合医院，位于中华人民共和国广东省广州市海珠区赤岗街道石榴岗路13号。

## 历史
2004年，第一军医大学从部队转制到地方，并更名为“南方医科大学”。面对转制后的新情况，2005年，南方医科大学党委审时度势，积极投入广东省的医疗卫生服务事业，决定充分利用大学中西医结合学科的优势，依托中医药学院在南校区（石榴岗路13号大院）新建一所中西医结合医院。2006年10月25日，南方医科大学中西医结合医院正式成立。2013年8月16日，“南方医科大学中西医结合肿瘤中心”在南方医科大学中西医结合医院正式挂牌。